# Ostrožská Lhota
Ostrožská Lhota är en ort i Tjeckien.   Den ligger i distriktet Okres Uherské Hradiště och regionen Zlín, i den östra delen av landet, 250 km sydost om huvudstaden Prag. Ostrožská Lhota ligger 200 meter över havet och antalet invånare är 1 633.
Terrängen runt Ostrožská Lhota är lite kuperad. Runt Ostrožská Lhota är det ganska tätbefolkat, med 100 invånare per kvadratkilometer. Närmaste större samhälle är Veselí nad Moravou, 7,1 km väster om Ostrožská Lhota. Trakten runt Ostrožská Lhota består till största delen av jordbruksmark.